# 泰昇國際
泰昇國際控股有限公司是由台灣企業家戴朝榮於2001年設立、總部位於越南胡志明市的跨國製造公司，專門生產嬰兒紙尿褲、成人紙尿褲、婦女衛生棉及濕紙巾等產品，是越南和柬埔寨的知名品牌，於2017年回台掛牌上市。2019年的年營收達19.7億新台幣。

## 沿革
泰昇國際創辦人戴朝榮畢業於明志工業專科學校，曾短暫於石化公司任職，後進入成衣公司，很快便升職為課長，並升任董事長特別助理。該公司後來轉型生產紙尿褲，戴朝榮因此接觸到紙尿褲供應鏈。六四事件發生時，中國大陸的外資企業紛紛撤離，當時人在廣東的戴朝榮準備與當地政府簽約，他不顧上司命令留下簽約，獲得優渥的設廠條件，立下戰功。後來該公司因違約交割而倒閉，戴朝榮赴美進修，因母親重病而休學回台，27歲時自行創業，從事電子產品貿易失利後，他回歸自己熟悉的紙尿褲產業，從事亞太地區代理業務。2001年2月，戴朝榮考量菲律賓和印尼競爭激烈，而中國大陸更是一級戰區，自己的資源並不豐厚，便在尚未被國際大廠看上、人口數又多的越南創業，他以200萬美金在胡志明市創立泰昇，成為越南首家嬰兒尿布專業製造商，後於2014年更名為泰昇國際控股有限公司。
創業初期，泰昇國際大量起用越南當地的青年，而台灣員工寥寥無幾。戴朝榮學習毛澤東的「農村包圍城市」戰略，帶著越語翻譯員走遍越南各地，拜訪超過三萬間雜貨店。他表示當時的環境還很落後，有許多老闆是在樹下擺兩張板凳，便開始與自己談起生意。泰昇在以低於國際品牌一成至二成的價格和優惠策略推銷產品，逐漸打入當地中產階級市場。
2014年，越南發生排華暴動，泰昇的員工自願輪班保衛公司，因此並未受到損失。戴朝榮認為原因在於泰昇並非勞力密集型的工廠，公司員工超過九成皆是當地人，而且自己和員工的關係融洽。
2017年，泰昇國際因應國際發展，在1月17日返台掛牌上市，在台北市中山區設立分公司，試圖進軍台灣長照市場。戴朝榮指出，嬰幼兒紙尿褲的最大敵人是少子化，而台灣的少子化問題嚴重，在模特兒林志玲未結婚前，戴朝榮很希望林志玲能盡快結婚生子，並請她擔任品牌代言人，以此迅速打響品牌在台灣的名號。
在社會公益方面，泰昇國際認養孤兒院，並捐助紙尿褲給孤兒院，或免費供應員工家屬紙尿褲，同時請受贈者填寫問卷，進行市場調查，並依據北越和南越的地域差異推展不同的行銷策略。

## 產品與營收
泰昇國際旗下三大產品為嬰兒紙尿褲、成人紙尿褲和衛生棉，另也生產濕紙巾等生活必需品。品牌有嬰兒紙尿褲品牌「UNIDRY優力寶」和成人紙尿褲「SunMate大長巾」，是越南第三大品牌和柬埔寨第一大品牌，在柬埔寨的市占率超過一半，而在留尼旺、斐濟、東加等國的市占率也是第一、行銷網絡遍及歐美、非洲、澳洲和東南亞等二十餘國。
泰昇國際在2015年的年營收為13.73億新台幣、2016年達14.92億新台幣、2017年達15億新台幣、2018年達17.3億新台幣，2019年達19.7億新台幣。

## 外部連結
- 泰昇國際官方網站